# Pseudimbrasia deyrollei
Pseudimbrasia deyrollei là một loài bướm đêm được tìm thấy ở những vùng có độ cao trung bình ở Châu Phi.